# Gerardo Martino
Gerardo Daniel Martino Capiglioni (Rosario, 20 de noviembre de 1962), conocido como Tata Martino, es un exfutbolista y entrenador argentino. Actualmente sin club. Jugaba como volante ofensivo y su primer equipo fue Newell's, donde debutó el 15 de junio de 1980.
Como entrenador, dirigió a dos clubes paraguayos: Libertad y Cerro Porteño, con los que ganó varios títulos. Después, como entrenador de su antiguo club, Newell's, se consagró campeón del Torneo Final 2013, fue subcampeón del Campeonato de Primera División 2012-13 y alcanzó la instancia de semifinales de la Copa Libertadores de dicho año.
Entre 2007 y 2011, fue técnico de la selección de Paraguay, a la que consiguió clasificar para el Mundial 2010 en Sudáfrica. En el que alcanzó los cuartos de final y quedó eliminado con quien, a futuro, sería el campeón, España. También disputó la Copa América 2011, disputada en su país natal, y alcanzó la final del certamen, cayó ante Uruguay. Entre 2014 y 2016, fue entrenador de la selección Argentina, con la cual llegó a disputar dos finales de Copa América, en 2015 y 2016. Su anterior equipo fue el Barcelona, con el que conquistó la Supercopa de España. Con México obtuvo el campeonato de la Copa Oro 2019 tras vencer en la final a Estados Unidos.

## Biografía
Gerardo Daniel Martino Capiglioni nació el 20 de noviembre de 1962 en la ciudad de Rosario en Argentina. Comenzó su carrera como futbolista a la edad de 10 años en el Newell's Old Boys de su ciudad natal, donde se desempeñó como mediocampista,  jugando como el diez del equipo. Su tío fue el futbolista argentino Rinaldo Martino que jugó en la selección argentina, además de clubes como Club Atlético San Lorenzo de Almagro, Juventus de Turín, Nacional, Boca Juniors y el São Paulo.
Se desconoce con certeza el origen de su apodo Tata, pero se sabe que lo adquirió desde la infancia y se acentuó en su etapa como futbolista con el Newell's, debido a su carácter temperamental hacia los árbitros y su estilo de vida en aquellos años.

## Futbolista
Debutó a los 17 años en la Primera División de Argentina, el 15 de junio de 1980, en un encuentro en que el Newell's Old Boys enfrentó a Platense.

### Clubes

#### Newell's Old Boys
A lo largo de su carrera se destacó por su juego creativo, su visión panorámica, su pase preciso y el excelente manejo del balón, si bien la mayor parte de su trayectoria fue volante central, con la ida de Darío Franco comenzó a utilizar el dorsal 8, aunque el 10 natural era él, el "Yaya" Rossi acompañaba como volante por izquierda. Es el futbolista que más encuentros disputó en Newell's Old Boys con 505 (convirtiendo 35 goles), y el que más títulos obtuvo, con tres (junto a Norberto Scoponi, Miguel Ángel Fullana y Juan Manuel Llop).
Su primera consagración como campeón llega en el Campeonato de Primera División 1987-1988 cuando Newell's Old Boys obtiene su segundo título nacional de liga de AFA. Aquel plantel es recordado no solo por el campeonato obtenido, sino también por haber estado conformado solamente con futbolistas provenientes exclusivamente del propio club.
Integró también el plantel de Newell's Old Boys que disputó la Copa Libertadores 1988, perdiendo en la instancia final frente a Nacional de Uruguay. Luego, siendo una de las piezas fundamentales del equipo de Marcelo Bielsa, consiguió el Torneo Apertura '90 que le permitió disputar la final por el Campeonato 1990-91.

#### Tenerife
A inicios de 1991 se daría su paso por el fútbol europeo, actuando con la camiseta número 10 del Club Deportivo Tenerife de España. Debutó el 2 de marzo de 1991, en un partido frente al Fútbol Club Barcelona en el Camp Nou. Jugó un total de 15 partidos con el equipo insular, anotando un gol frente al Sevilla F. C.

#### Vuelta a Argentina
A mediados de 1991, retorna a Newell's Old Boys para disputar el último encuentro del Clausura '91 y defender los colores del equipo rojinegro en las finales de la temporada 1990/91. Con un triunfo en el partido de ida (1 a 0 con gol de Eduardo Berizzo, tras un centro preciso del "Tata"), derrota por el mismo marcador en cancha de Boca Juniors y posterior victoria por penales, Martino sumó así su segundo título personal en el Campeonato 1990-91. No pudo dar la vuelta olímpica en la Bombonera por haber sido lesionado gravemente por Carlos Moya en el desarrollo del partido.
Un año más tarde obtiene su tercera coronación: el Torneo Clausura 1992, además de un nuevo subcampeonato en la Copa Libertadores 1992, en la que Newell's cayó por penales contra el San Pablo de Brasil de Telê Santana. Al año siguiente jugó junto a Diego Maradona en el paso de este por Newell's Old Boys.
En 1994, debido a problemas con la dirigencia, fue traspasado a Lanús, donde permaneció por la temporada 1994-95. A mediados de 1995, Martino retorna a Newell's Old Boys por una temporada más. Sin embargo, resurgieron problemas con el presidente Eduardo José López, lo que lo obligó a un corte definitivo de su carrera en el club. Su despedida se realizó con un partido homenaje en el estadio de Newell's, que estaba en refacciones, pero que presentó completa la tribuna que luego llevaría su nombre.

#### Su paso por Ecuador y Chile
En 1996 fichó para Club O'Higgins de Chile y en el mismo año fue transferido al Barcelona Sporting Club de Ecuador, donde culminó su carrera como futbolista.

### Selección nacional
Tuvo su paso por la Selección Argentina, debutando en el juvenil de Ecuador contra la selección chilena, el 15 de febrero de 1981, ganando 3:0. En esta categoría, participó además en el Mundial Juvenil Sub-20 disputado en 1981 en Australia.
Para la selección absoluta fue convocado en las instancias previas al Mundial de México en 1986, disputando algunos encuentros.
También fue convocado por Alfio Basile para disputar un partido contra la selección de Hungría el 19 de febrero de 1991. Martino ingresó en el segundo tiempo de este encuentro disputado en el estadio de Rosario Central, Argentina ganó 2 a 0 y fue el debut de Basile dirigiendo la selección celeste y blanca.

## Entrenador

### Primeros pasos
En 1998, y a menos de dos años de retirarse como futbolista, comenzó su carrera como entrenador. Su primer equipo fue Almirante Brown de Arrecifes, que en ese entonces se desempeñaba en el Nacional B. Para conformar su equipo de trabajo convocó a dos excompañeros de Newell's Old Boys, campeones en 1988: Jorge Pautasso y Jorge Theiler.
Luego llegó a Platense en 1998, donde pudo conseguir la hazaña de golear a Boca Juniors por 4-0 en La Bombonera, quedando en los corazones de los hinchas calamares. Pero con el marrón también perdió la categoría el 14 de junio de 1999 cayendo por 3-0 como local, ante más de 30 000 personas, frente a River Plate. Fue a Instituto de Córdoba en 2000.

### Consagración en Paraguay e intervalo en Colón de Santa Fe
En 2002 fue el turno de las ofertas del extranjero: su destino fue Libertad de Paraguay, bajo el mandato de Horacio Cartes con quien entabló una estrecha amistad, siendo este más tarde el principal precursor de su llegada al seleccionado nacional. Allí alcanzó sus primeros éxitos como entrenador, obteniendo los Torneos Apertura y Clausura 2002, y el Torneo Apertura 2003.
A fines de 2003 fue contratado por Cerro Porteño, también de Paraguay, club que aspiraba al título y a pelear la Copa Libertadores. Bajo su mando el club obtuvo los Torneos Apertura y Clausura 2004, este último tres jornadas antes de la finalización del mismo.
Consagrado en Paraguay luego de obtener cuatro torneos (los tres últimos en forma consecutiva), Martino decidió tomarse unos meses de descanso y renunció a su cargo de entrenador de Cerro Porteño a finales de 2004. Según explicó el presidente del club, el "Tata" le había expresado su deseo de pasar un tiempo con su familia.
A principios de 2005 decidió retornar a su trabajo en Argentina, dirigiendo a Colón en el Torneo Clausura 2005. Asumió en la quinta fecha del torneo y logró que el equipo alcanzara los 26 puntos, dejándolo en un más que aceptable (dado el comienzo de torneo) undécimo puesto. Sin embargo, en el Torneo Apertura 2005 el andar del equipo fue irregular. Martino dejó su cargo luego de haber sumado cuatro puntos en las primeras seis fechas. El saldo de Martino en Colón fue de 21 partidos dirigidos, con 7 victorias, 8 empates y 6 derrotas, logrando el 46% de los puntos.
En ese año, 2005, volvió al club donde consiguió sus mayores éxitos como entrenador, Libertad. Al igual que en su primer período, se consagraría campeón de los Torneos Apertura y Clausura 2006, alcanzando también las semifinales de la Copa Libertadores de dicho año.
Finalizado el año 2006, Martino cosechaba un saldo muy positivo dirigiendo equipos paraguayos:
- 112 encuentros dirigidos por torneos locales, con una efectividad del 68%
- 28 encuentros dirigidos por torneos internacionales, con una efectividad del 55%

### Selección paraguaya
A fines de 2006 y producto de los campeonatos obtenidos con Libertad y Cerro Porteño, la Asociación Paraguaya de Fútbol le ofreció el cargo de entrenador de la Selección paraguaya, el cual aceptó. Su asunción se vio retrasada unos meses, debido a una disputa por la presidencia de la APF entre la administración de entonces comandada por Óscar Harrison y Juan Ángel Napout. Luego de un período de transición que incluso provocó la suspensión del inicio del torneo local, Harrison optó por dar un paso al costado. Es así que Napout como nuevo titular de la APF confirmó al "Tata" Martino como nuevo director técnico de la Selección paraguaya, en sustitución de Aníbal "Maño" Ruiz.

#### Copa América 2007
Oficialmente, Martino debutó en la Copa América realizada en Venezuela en el año 2007, donde Paraguay superó a Colombia 5-0 y luego 3-1 a Estados Unidos. En el tercer y último partido del grupo fue vencido por Argentina por 1-0 con gol de Javier Mascherano. A pesar de eso, Paraguay clasificó a los cuartos de final donde finalmente sería derrotado por México (6-0).
Sin embargo Martino no se rindió y decidió continuar. Su trabajo empezó hacerse efectivo en las eliminatorias al Mundial de Sudáfrica 2010 donde consiguió clasificar a los paraguayos como uno de los líderes después de lograr vencer a todos sus rivales por lo menos una vez, incluyendo Brasil (2-0) y su país natal Argentina (1-0).

#### Copa Mundial de Fútbol de 2010
En Sudáfrica, clasificó primero del Grupo F, en el que Italia quedó eliminado como último. Empató 1-1 con los azzurri, le ganó 2-0 a Eslovaquia y empató 0-0 ante Nueva Zelanda. En su partido de octavos de final, el 29 de junio, logró clasificarse a cuartos de final por primera vez en su historia tras eliminar 5-3 en penales a la selección de Japón luego de haber terminado los 120 minutos empatados sin goles, hecho que propició que rompiera en llanto al lograr la calificación a la siguiente fase catalogando ese encuentro como el que más marcó su vida a nivel profesional y personal.
Finalmente en un reñido duelo de cuartos de final, sería vencido (0-1) por el que más tarde se consagraría campeón del mundo, España.
A su regreso a Asunción, Martino, junto a jugadores y demás colaboradores, fue condecorado con la "Medalla de Honor al mérito deportivo" por el presidente de Paraguay, Fernando Lugo, como premio a la sobresaliente labor cumplida en el Mundial. Días después, tras tomarse un breve descanso en su Rosario natal, el entrenador argentino comunicó su decisión de continuar al frente de la selección por cuatro años más.
El 17 de noviembre del mismo año, Gerardo Martino se convirtió en el entrenador que más partidos dirigió a la selección paraguaya de fútbol con 58 juegos disputados, dejando atrás de sí a Aurelio González.

#### Copa América 2011
Más tarde, en la Copa América 2011 realizada en Argentina, Paraguay quedó ubicada en el grupo B junto a Ecuador, Brasil y Venezuela. Martino debutó frente a Ecuador con un (0-0) luego de un partido bastante ofensivo. En el segundo partido frente a Brasil empató otra vez (2-2) luego de haber "modestamente" dominado la mayor parte del encuentro y en el tercer y último partido del grupo fue remontado por la Vinotinto y empató nuevamente, esta vez (3-3) consiguiendo solo tres puntos fruto de tres empates. No obstante, Paraguay avanzó a los cuartos de final donde otra vez enfrentaría a Brasil. En dicho partido los verdeamarelos fueron bastante superiores a los guaraníes, y Martino se vio obligado a jugar al contragolpe y atacar solo cuando fuera posible hasta finalmente terminar el partido (0-0) y forzar la tanda de los penales. Allí Brasil erró todos sus disparos y el portero paraguayo Justo Villar se lució al atajarle un tiro al defensor Thiago Silva. 
De esta manera Paraguay alcanzó la semifinal y enfrentaría esta vez a Venezuela por segunda ocasión. En ese partido, Venezuela fue también muy superior, golpeó tres veces el balón en el travesaño y le anularon con justicia un gol al iniciar el partido. Martino otra vez se vio obligado a tirar su equipo para atrás y esperar el contragolpe luego de que uno de sus mediocampistas fuera expulsado. A Martino le funcionó otra vez su estrategia y venció a la Vinotinto en la tanda de penales con ayuda nuevamente de Justo Villar, quien le atajó el disparo a Franklin Lucena. 
Así las cosas, Paraguay alcanzó la final de la Copa América luego de 32 años y de una forma bastante sufrida. En el último partido el equipo de Martino cayó (3-0) ante una Uruguay bastante superior, obteniendo finalmente el subcampeonato y dando por finalizado su ciclo al frente de la selección paraguaya.

#### Experiencia tras su salida
En 2014 y tras encontrándose al frente de la selección argentina, en una entrevista afirmó que el haber dirigido la selección paraguaya fue «un orgullo» que lo llenó de felicidad al haber sido una de las mejores experiencias de su vida y que sin dudarlo, volvería al lugar que lo consolidó como entrenador.

### Estadísticas
Desde que asumió en febrero de 2007, Martino condujo al equipo albirrojo en 72 partidos, sumando oficiales y amistosos, de los cuales ganó 26, empató 24 y perdió 22. Sus dirigidos anotaron 84 goles y recibieron 62. Totalizó 102 puntos de 216 posibles, dando como resultado una efectividad del 48 %. Considerando solo los encuentros oficiales, su equipo jugó 27, obteniendo 13 victorias, 6 empates y 8 derrotas, con un porcentaje de éxito del 55,55 % al acumular 45 unidades de 81 en disputa.
| 1  | 25/3/2007   | Monterrey               | México             | 1-2         | Amistoso           | R. Santa Cruz                                                               |
| 2  | 28/3/2007   | Bogotá                  | Colombia           | 0-2         | Amistoso           |                                                                             |
| 3  | 2/6/2007    | Viena                   | Austria            | 0-0         | Amistoso           |                                                                             |
| 4  | 5/6/2007    | México, D. F.           | México             | 1-0         | Amistoso           | Ó. Cardozo                                                                  |
| 5  | 19/6/2007   | Santa Cruz              | Bolivia            | 0-0         | Copa Paz del Chaco |                                                                             |
| 6  | 28/6/2007   | Maracaibo               | Colombia           | 5-0         | Copa América       | R. Santa Cruz (3) y S. Cabañas (2)                                          |
| 7  | 2/7/2007    | Barinas                 | Estados Unidos     | 3-1         | Copa América       | E. Barreto, Ó. Cardozo y Salvador Cabañas                                   |
| 8  | 5/7/2007    | Barquisimeto            | Argentina          | 0-1         | Copa América       |                                                                             |
| 9  | 8/7/2007    | Maturín                 | México             | 0-6         | Copa América       |                                                                             |
| 10 | 22/8/2007   | Ciudad del Este         | Venezuela          | 1-1         | Amistoso           | A. Da Silva                                                                 |
| 11 | 8/9/2007    | Puerto Ordaz            | Venezuela          | 2-3         | Amistoso           | C. Riveros (2)                                                              |
| 12 | 12/9/2007   | Bogotá                  | Colombia           | 0-1         | Amistoso           |                                                                             |
| 13 | 13/10/2007  | Lima                    | Perú               | 0-0         | Eliminatorias      |                                                                             |
| 14 | 17/10/2007  | Asunción                | Uruguay            | 1-0         | Eliminatorias      | N. Haedo Valdez                                                             |
| 15 | 17/11/2007  | Asunción                | Ecuador            | 5-1         | Eliminatorias      | N. Haedo Valdez, C. Riveros (2), R. Santa Cruz y N. Ayala                   |
| 16 | 21/11/2007  | Santiago                | Chile              | 3-0         | Eliminatorias      | S. Cabañas y P. Da Silva (2)                                                |
| 17 | 6 /2/ 2008  | San Pedro Sula          | Honduras           | 0-2         | Amistoso           |                                                                             |
| 18 | 26/3/2008   | Atteridgeville          | Sudáfrica          | 0-3         | Amistoso           |                                                                             |
| 19 | 22/5/2008   | Yokohama                | Costa de Marfil    | 1-1         | Copa Kirin         | C. Bogado                                                                   |
| 20 | 27/5/2008   | Saitama                 | Japón              | 0-0         | Copa Kirin         |                                                                             |
| 21 | 31/5/2008   | Toulouse                | Francia            | 0-0         | Amistoso           |                                                                             |
| 22 | 15/6/2008   | Asunción                | Brasil             | 2-0         | Eliminatorias      | Roque Santa Cruz y S. Cabañas                                               |
| 23 | 18/6/2008   | La Paz                  | Bolivia            | 2-4         | Eliminatorias      | Roque Santa Cruz y N. Haedo Valdez                                          |
| 24 | 20/8/2008   | Nyon                    | Arabia Saudita     | 1-1         | Amistoso           | C. Riveros                                                                  |
| 25 | 6/9/2008    | Buenos Aires            | Argentina          | 1-1         | Eliminatorias      | G. Heinze, en contra                                                        |
| 26 | 9/9/2008    | Asunción                | Venezuela          | 2-0         | Eliminatorias      | C. Riveros y N. Haedo Valdez                                                |
| 27 | 11/10/2008  | Bogotá                  | Colombia           | 1-0         | Eliminatorias      | S. Cabañas                                                                  |
| 28 | 15/10/2008  | Asunción                | Perú               | 1-0         | Eliminatorias      | Ó. Cardozo                                                                  |
| 29 | 19/11/2008  | Mascate                 | Omán               | 1-0         | Amistoso           | E. Vera                                                                     |
| 30 | 11 /2/ 2009 | Lima                    | Perú               | 1-0         | Amistoso           | C. Riveros                                                                  |
| 31 | 28/3/2009   | Montevideo              | Uruguay            | 0-2         | Eliminatorias      |                                                                             |
| 32 | 1/4/2009    | Quito                   | Ecuador            | 1-1         | Eliminatorias      | E. Benítez                                                                  |
| 33 | 6/6/2009    | Asunción                | Chile              | 0-2         | Eliminatorias      |                                                                             |
| 34 | 10/6/2009   | Recife                  | Brasil             | 1-2         | Eliminatorias      | Salvador Cabañas                                                            |
| 35 | 12/8/2009   | Seúl                    | Corea del Sur      | 0-1         | Amistoso           |                                                                             |
| 36 | 5/9/2009    | Asunción                | Bolivia            | 1-0         | Eliminatorias      | Salvador Cabañas                                                            |
| 37 | 9/9/2009    | Asunción                | Argentina          | 1-0         | Eliminatorias      | Nelson Haedo Valdez                                                         |
| 38 | 10/10/2009  | Puerto Ordaz            | Venezuela          | 2-1         | Eliminatorias      | Salvador Cabañas y Óscar Cardozo                                            |
| 39 | 14/10/2009  | Asunción                | Colombia           | 0-2         | Eliminatorias      |                                                                             |
| 40 | 4/11/2009   | Talcahuano              | Chile              | 1-2         | Amistoso           | L. Cabral                                                                   |
| 41 | 13/11/2009  | Ruan                    | Catar              | 0-2         | Amistoso           |                                                                             |
| 42 | 18/11/2009  | Heerenveen              | Holanda            | 0-0         | Amistoso           |                                                                             |
| 43 | 3/3/2010    | Bilbao                  | Athletic de Bilbao | 3-1         | Amistoso           | Óscar Cardozo (2) y Roque Santa Cruz                                        |
| 44 | 31/3/2010   | Asunción                | Sudáfrica          | 1-1         | Copa Visión Banco  | M. Estigarribia                                                             |
| 45 | 15/5/2010   | Nyon                    | Corea del Norte    | 1-0         | Amistoso           | Roque Santa Cruz                                                            |
| 46 | 25/5/2010   | Dublín                  | Irlanda            | 1-2         | Amistoso           | L. Barrios                                                                  |
| 47 | 30/5/2010   | Évian-les-Bains         | Costa de Marfil    | 2-2         | Amistoso           | Lucas Barrios y A. Torres                                                   |
| 48 | 2/6/2010    | Winterthur              | Grecia             | 2-0         | Amistoso           | Enrique Vera y Lucas Barrios                                                |
| 49 | 14/6/2010   | Ciudad del Cabo         | Italia             | 1-1         | Copa Mundial       | A. Alcaraz                                                                  |
| 50 | 20/6/2010   | Bloemfontein            | Eslovaquia         | 2-0         | Copa Mundial       | Enrique Vera y Cristian Riveros                                             |
| 51 | 24/6/2010   | Polokwane               | Nueva Zelanda      | 0-0         | Copa Mundial       |                                                                             |
| 52 | 29/6/2010   | Pretoria                | Japón              | 0 (5)-0 (3) | Copa Mundial       |                                                                             |
| 53 | 3/7/2010    | Johannesburgo           | España             | 0-1         | Copa Mundial       |                                                                             |
| 54 | 11/8/2010   | Asunción                | Costa Rica         | 2-0         | Amistoso           | Enrique Vera y Cristian Riveros                                             |
| 55 | 4/9/2010    | Yokohama                | Japón              | 0-1         | Amistoso           |                                                                             |
| 56 | 7/9/2010    | Nankín                  | China              | 1-1         | Amistoso           | L. Barrios                                                                  |
| 57 | 9/10/2010   | Sídney                  | Australia          | 0-1         | Amistoso           |                                                                             |
| 58 | 12/10/2010  | Wellington              | Nueva Zelanda      | 2-0         | Amistoso           | N. Haedo Valdez y O. Martínez                                               |
| 59 | 17/11/2010  | So Kon Po               | Hong Kong          | 7-0         | Copa AET           | R. Santa Cruz (2), É. Barreto, J. Ortigoza (2), Marcos Riveros y C. Riveros |
| 60 | 25/3/2011   | Oakland                 | México             | 1-3         | Amistoso           | Cristian Riveros                                                            |
| 61 | 29/3/2011   | Nashville               | Estados Unidos     | 1-0         | Amistoso           | Óscar Cardozo                                                               |
| 62 | 25/5/2011   | Ciudad de Resistencia   | Argentina          | 2-4         | Amistoso           | Pablo Zeballos y Elvis Marecos                                              |
| 63 | 4/6/2011    | Santa Cruz de la Sierra | Bolivia            | 2-0         | Copa Paz del Chaco | Lucas Barrios y Federico Santander                                          |
| 64 | 7/6/2011    | Luque                   | Bolivia            | 0-0         | Copa Paz del Chaco |                                                                             |
| 65 | 11/6/2011   | Asunción                | Rumania            | 2-0         | Amistoso           | Nelson Haedo Valdez y Roque Santa Cruz                                      |
| 66 | 23/6/2011   | Asunción                | Chile              | 0-0         | Amistoso           |                                                                             |
| 67 | 3/7/2011    | Santa Fe                | Ecuador            | 0-0         | Copa América 2011  |                                                                             |
| 68 | 9/7/2011    | Córdoba                 | Brasil             | 2-2         | Copa América 2011  | Roque Santa Cruz y Nelson Haedo Valdez                                      |
| 69 | 13/7/2011   | Salta                   | Venezuela          | 3-3         | Copa América 2011  | Antolín Alcaraz, Lucas Barrios y Cristian Riveros                           |
| 70 | 17/7/2011   | La Plata                | Brasil             | 0 (2)-0 (0) | Copa América 2011  |                                                                             |
| 71 | 20/7/2011   | Mendoza                 | Venezuela          | 0 (5)-0 (3) | Copa América 2011  |                                                                             |
| 72 | 24/7/2011   | Buenos Aires            | Uruguay            | 0-3         | Copa América 2011  |                                                                             |

Se menciona en primer término el marcador registrado por el conjunto paraguayo.
Actualizado a julio de 2011 (71 partidos - Total)

### Newell’s Old Boys
Luego de la salida de Hernán Darío Gómez de la Selección Colombia, se le ofreció a Martino la dirección técnica de la selección cafetera pero él no la aceptó, pues prefirió entrenar al club de sus amores, Newell's Old Boys, debido al mal momento que en aquel entonces atravesaba el equipo rosarino. Allí consiguió no solo alejarlo del descenso, sino además consagrarlo campeón del Torneo Final 2013 y clasificarlo a semifinales de la Copa Libertadores 2013.

#### Resumen
| Torneo                 | PJ | PG | PE | PP | Puntos | GF | GC | Posición         |
| ---------------------- | -- | -- | -- | -- | ------ | -- | -- | ---------------- |
| Torneo Clausura 2012   | 19 | 9  | 5  | 5  | 32     | 26 | 19 | 5.º              |
| Torneo Inicial 2012    | 19 | 9  | 9  | 1  | 36     | 23 | 11 | 2.º              |
| Torneo Final 2013      | 19 | 12 | 2  | 5  | 38     | 40 | 21 | Campeón          |
| Copa Argentina 2012/13 | 2  | 1  | 0  | 1  | 3      | 2  | 2  | Octavos de Final |
| Superfinal 2013        | 1  | 0  | 0  | 1  | 0      | 0  | 1  | 2°               |
| Copa Libertadores 2013 | 12 | 5  | 2  | 5  | 17     | 15 | 14 | Semifinalista    |

### F. C. Barcelona
El 23 de julio de 2013, se anunció oficialmente su contratación por el Fútbol Club Barcelona para las dos próximas temporadas. El 28 de agosto logró su primer título con el conjunto catalán, la Supercopa de España frente al Atlético de Madrid, gracias a la regla del gol de visitante. El 28 de septiembre, al ganar sus 7 primeros partidos de Liga, el Barcelona de Martino protagonizó el mejor inicio de su historia en el campeonato local. El 29 de octubre, ganó por 0-3 al Celta de Vigo y se convirtió en el primer técnico del Barcelona que no perdió ninguno de sus 17 primeros partidos. Finalmente sufrió su primera derrota en el 21.er partido oficial, frente al Ajax. El equipo azulgrana llegó a la final de la Copa del Rey, pero perdió 2-1 frente al Real Madrid, a lo que se sumó la caída en cuartos de final de la Liga de Campeones. El 17 de mayo de 2014, después de no poder ganar la Liga española en su última jornada, confirmó su marcha del banquillo culé.
La siguiente tabla detalla cada uno de sus encuentros como entrenador del club español.
| 1  | 02/08/2013 | Trofeo Joan Gamper 2013                   | FC Barcelona       | 8:0 (4:0) | Santos FC          |
| 2  | 07/08/2013 | Amistoso                                  | Tailandia          | 1:7 (0:5) | FC Barcelona       |
| 3  | 10/08/2013 | Amistoso                                  | Malasia XI         | 1:3 (1:2) | FC Barcelona       |
| 4  | 18/08/2013 | Liga BBVA 2013/14 - Jornada #1            | FC Barcelona       | 7:0 (6:0) | Levante UD         |
| 5  | 21/08/2013 | Supercopa de España 2013 - Final ida      | Atlético de Madrid | 1:1 (1:0) | FC Barcelona       |
| 6  | 25/08/2013 | Liga BBVA 2013/14 - Jornada #2            | Málaga CF          | 0:1 (0:1) | FC Barcelona       |
| 7  | 28/08/2013 | Supercopa de España 2013 - Final vuelta   | FC Barcelona       | 0:0       | Atlético de Madrid |
| 8  | 01/09/2013 | Liga BBVA 2013/14 - Jornada #3            | Valencia CF        | 2:3 (2:3) | FC Barcelona       |
| 9  | 14/09/2013 | Liga BBVA 2013/14 - Jornada #4            | FC Barcelona       | 3:2 (1:0) | Sevilla FC         |
| 10 | 18/09/2013 | UEFA Champions League 2013/14 - Grupos #1 | FC Barcelona       | 4:0 (1:0) | Ajax               |
| 11 | 21/09/2013 | Liga BBVA 2013/14 - Jornada #5            | Rayo Vallecano     | 0:4 (0:1) | FC Barcelona       |
| 12 | 24/09/2013 | Liga BBVA 2013/14 - Jornada #6            | FC Barcelona       | 4:1 (3:0) | Real Sociedad      |
| 13 | 28/09/2013 | Liga BBVA 2013/14 - Jornada #7            | UD Almería         | 0:2 (0:1) | FC Barcelona       |
| 14 | 01/10/2013 | UEFA Champions League 2013/14 - Grupos #2 | Celtic FC          | 0:1 (0:0) | FC Barcelona       |
| 15 | 05/10/2013 | Liga BBVA 2013/14 - Jornada #8            | FC Barcelona       | 4:1 (1:1) | Valladolid CF      |
| 16 | 19/10/2013 | Liga BBVA 2013/14 - Jornada #9            | CA Osasuna         | 0:0       | FC Barcelona       |
| 17 | 22/10/2013 | UEFA Champions League 2013/14 - Grupos #3 | AC Milan           | 1:1 (1:1) | FC Barcelona       |
| 18 | 26/10/2013 | Liga BBVA 2013/14 - Jornada #10           | FC Barcelona       | 2:1 (1:0) | Real Madrid CF     |
| 19 | 29/10/2013 | Liga BBVA 2013/14 - Jornada #11           | RC Celta de Vigo   | 0:3 (0:1) | FC Barcelona       |
| 20 | 1/11/2013  | Liga BBVA 2013/14 - Jornada #12           | FC Barcelona       | 1:0 (0:0) | RCD Español        |
| 21 | 6/11/2013  | UEFA Champions League 2013/14 - Grupos #4 | FC Barcelona       | 3:1 (2:1) | AC Milan           |
| 22 | 10/11/2013 | Liga BBVA 2013/14 - Jornada #13           | Real Betis         | 1:4 (0:2) | FC Barcelona       |
| 23 | 23/11/2013 | Liga BBVA 2013/14 - Jornada #14           | FC Barcelona       | 4:0 (2:0) | Granada CF         |
| 24 | 26/11/2013 | UEFA Champions League 2013/14 - Grupos #5 | Ajax               | 2:1 (2:0) | FC Barcelona       |
| 25 | 2/12/2013  | Liga BBVA 2013/14 - Jornada #15           | Athletic           | 1:0 (0:0) | FC Barcelona       |
| 26 | 5/12/2013  | Copa del Rey 2013/14 - 1/16 ida           | FC Cartagena       | 1:4 (1:2) | FC Barcelona       |
| 27 | 11/12/2013 | UEFA Champions League 2013/14 - Grupos #6 | FC Barcelona       | 6:1 (3:0) | Celtic FC          |
| 28 | 14/12/2013 | Liga BBVA 2013/14 - Jornada #16           | FC Barcelona       | 2:1(1:0)  | Villarreal CF      |
| 29 | 17/12/2013 | Copa del Rey 2013/14 - 1/16 vuelta        | FC Barcelona       | 3:0 (1:0) | FC Cartagena       |
| 30 | 22/12/2013 | Liga BBVA 2013/14 - Jornada #17           | Getafe CF          | 2:5 (2:3) | FC Barcelona       |
| 31 | 4/1/2014   | Liga BBVA 2013/14 - Jornada #18           | FC Barcelona       | 4:0 (1:0) | Elche CF           |
| 32 | 8/1/2014   | Copa del Rey 2013/14 - 1/8 ida            | FC Barcelona       | 4:0 (1:0) | Getafe CF          |
| 33 | 11/1/2014  | Liga BBVA 2013/14 - Jornada #19           | Atlético de Madrid | 0:0       | FC Barcelona       |
| 34 | 16/1/2014  | Copa del Rey 2013/14 - 1/8 vuelta         | Getafe CF          | 0:2 (0:1) | FC Barcelona       |
| 35 | 20/1/2014  | Liga BBVA 2013/14 - Jornada #20           | Levante U. D.      | 1:1 (1:1) | FC Barcelona       |
| 36 | 22/1/2014  | Copa del Rey 2013/14 - 1/4 ida            | Levante U. D.      | 1:4 (1:0) | FC Barcelona       |
| 37 | 26/1/2014  | Liga BBVA 2013/14 - Jornada #21           | FC Barcelona       | 3:0 (1:0) | Málaga CF          |
| 38 | 29/1/2014  | Copa del Rey 2013/14 - 1/4 vuelta         | FC Barcelona       | 5:1 (2:1) | Levante UD         |
| 39 | 1/2/2014   | Liga BBVA 2013/14 - Jornada #22           | FC Barcelona       | 2:3 (1:1) | Valencia CF        |
| 40 | 5/2/2014   | Copa del Rey 2013/14 - 1/2 ida            | FC Barcelona       | 2:0 (1:0) | Real Sociedad      |
| 41 | 9/2/2014   | Liga BBVA 2013/14 - Jornada #23           | Sevilla FC         | 1:4 (1:2) | FC Barcelona       |
| 42 | 12/2/2014  | Copa del Rey 2013/14 - 1/2 vuelta         | Real Sociedad      | 1:1 (0:1) | FC Barcelona       |
| 43 | 15/2/2014  | Liga BBVA 2013/14 - Jornada #24           | FC Barcelona       | 6:0 (2:0) | Rayo Vallecano     |
| 44 | 18/2/2014  | UEFA Champions League - 1/8 ida           | Manchester City FC | 0:2 (0:0) | FC Barcelona       |
| 45 | 22/2/2014  | Liga BBVA 2013/14 - Jornada #25           | Real Sociedad      | 3:1 (1:1) | FC Barcelona       |
| 46 | 2/3/2014   | Liga BBVA 2013/14 - Jornada #26           | FC Barcelona       | 4:1 (2:1) | UD Almería         |
| 47 | 8/3/2014   | Liga BBVA 2013/14 - Jornada #27           | Real Valladolid    | 1:0 (1:0) | FC Barcelona       |
| 48 | 12/3/2014  | UEFA Champions League - 1/8 vuelta        | FC Barcelona       | 2:1 (0:0) | Manchester City FC |
| 49 | 16/3/2014  | Liga BBVA 2013/14 - Jornada #28           | FC Barcelona       | 7:0 (3:0) | CA Osasuna         |
| 50 | 23/3/2014  | Liga BBVA 2013/14 - Jornada #29           | Real Madrid        | 3:4 (2:2) | FC Barcelona       |
| 51 | 26/3/2014  | Liga BBVA 2013/14 - Jornada #30           | FC Barcelona       | 3:0 (2:0) | Celta de Vigo      |
| 52 | 29/3/2014  | Liga BBVA 2013/14 - Jornada #31           | RCD Español        | 0:1 (0:0) | FC Barcelona       |
| 53 | 1/4/2014   | UEFA Champions League - 1/4 ida           | FC Barcelona       | 1:1 (0:0) | Atlético de Madrid |
| 54 | 5/4/2014   | Liga BBVA 2013/14 - Jornada #32           | FC Barcelona       | 3:1 (1:0) | Real Betis         |
| 55 | 9/4/2014   | UEFA Champions League - 1/4 vuelta        | Atlético de Madrid | 1:0 (1:0) | FC Barcelona       |
| 56 | 12/4/2014  | Liga BBVA 2013/14 - Jornada #33           | Granada CF         | 1:0 (1:0) | FC Barcelona       |
| 57 | 16/4/2014  | Copa del Rey 2013/14 - Final              | FC Barcelona       | 1:2 (0:1) | Real Madrid        |
| 58 | 20/4/2014  | Liga BBVA 2013/14 - Jornada #34           | FC Barcelona       | 2:1 (0:0) | Athletic Club      |
| 59 | 27/4/2014  | Liga BBVA 2013/14 - Jornada #35           | Villarreal CF      | 2:3 (1:0) | FC Barcelona       |
| 60 | 3/5/2014   | Liga BBVA 2013/14 - Jornada #36           | FC Barcelona       | 2:2 (1:1) | Getafe CF          |
| 61 | 10/5/2014  | Liga BBVA 2013/14 - Jornada #37           | Elche CF           | 0:0       | FC Barcelona       |
| 62 | 17/5/2014  | Liga BBVA 2013/14 - Jornada #38           | FC Barcelona       | 1:1 (1:0) | Atlético de Madrid |

Resumen
| Temporada             | PJ | PG | PE | PP | GF  | GC | Dif.G | Puntos   | Títulos |
| --------------------- | -- | -- | -- | -- | --- | -- | ----- | -------- | ------- |
| Amistosos             | 3  | 3  | 0  | 0  | 18  | 2  | +16   | -        | -       |
| Liga BBVA             | 38 | 27 | 6  | 5  | 100 | 33 | +67   | 87 (2.º) | -       |
| UEFA Champions League | 10 | 6  | 2  | 2  | 21  | 8  | +13   | 20       | -       |
| Supercopa de España   | 2  | 0  | 2  | 0  | 1   | 1  | 0     | -        | 1       |
| Copa del Rey          | 9  | 7  | 1  | 1  | 26  | 6  | +20   | -        | -       |
| Totales               | 62 | 43 | 11 | 8  | 166 | 50 | +116  | 107      | 1       |

### Selección Argentina
El 12 de agosto de 2014, se anunció oficialmente que Martino sustituiría a Alejandro Sabella como director técnico de la Selección Argentina, firmando su contrato hasta 2018.
Su primer encuentro como entrenador de Argentina se dio el 3 de septiembre de 2014, frente a Alemania, en un partido amistoso revancha de la final de la Copa Mundial de 2014, donde la albiceleste logró un cómodo triunfo por 4-2. Tras una serie de partidos amistosos, Martino confeccionó al plantel albiceleste para la Copa América 2015, logrando llegar a la final contra el seleccionado de Chile luego de eliminar a Paraguay en semifinales por un contundente 6-1. Así, Martino se convirtió en el primer técnico que disputa dos finales de Copa América seguidas con dos seleccionados distintos. Sin embargo, Martino acabaría perdiendo ambas finales, ya que Argentina cayó en la definición desde el punto penal por 1:4 luego de haber igualado en cero en un reñido encuentro con La Roja durante los 90 minutos reglamentarios y luego en los 30 minutos suplementarios.
Tras la Copa América, y luego de disputar dos cotejos amistosos ante Bolivia (7-0) y México (2-2), Martino continuó como el entrenador Albiceleste en la primera ronda de las Eliminatorias rumbo al Mundial 2018, en los cuales logró tres victorias (ante Colombia por 1-0, Chile 2-1, y Bolivia 3-0), dos empates (frente a Paraguay por 0-0 y Brasil 1-1), y una derrota (frente a Ecuador, por 0-2). Tras conseguir una victoria por la mínima en un encuentro amistoso ante Honduras (1-0), Martino preparó al equipo argentino de cara a la Copa América Centenario, donde en una nueva exitosa campaña lo volvió a llevar a la instancia final sin mayores sobresaltos, aunque nuevamente tropezó con el seleccionado chileno desde el punto penal.
El 5 de julio del 2016, frente a la imposibilidad de juntar a un plantel de jugadores para disputar los Juegos Olímpicos (en los que Argentina finalmente quedó afuera en fase de grupos), Martino presentó la renuncia a su cargo. Con Martino en el banco, la Argentina disputó un total de 29 partidos, con 19 ganados, 7 empatados y 3 perdidos, 66 goles a favor y 18 en contra.
| Partidos con la selección de Argentina |            |                  |                |                |           |                                   |                                                              |
| #                                      | Fecha      | Lugar            | Local          | Resultado      | Visitante | Competición                       | Goleadores                                                   |
| 1                                      | 03/09/2014 | Düsseldorf       | Alemania       | 2:4            | Argentina | Amistoso                          | S. Agüero, A. Di María, F. Fernández y E.Lamela              |
| 2                                      | 11/10/2014 | Pekín            | Argentina      | 0:2            | Brasil    | Superclásico de las Américas 2014 |                                                              |
| 3                                      | 14/10/2014 | Hong Kong        | Hong Kong      | 0:7            | Argentina | Amistoso                          |                                                              |
| 4                                      | 12/11/2014 | Londres          | Argentina      | 2:1            | Croacia   | Amistoso                          | L. Messi y C. Ansaldi                                        |
| 5                                      | 18/11/2014 | Mánchester       | Argentina      | 0:1            | Portugal  | Amistoso                          |                                                              |
| 6                                      | 27/03/2015 | Washington D. C. | El Salvador    | 0:2            | Argentina | Amistoso                          | F. Mancuello                                                 |
| 7                                      | 31/03/2015 | Nueva York       | Argentina      | 2:1            | Ecuador   | Amistoso                          | S. Agüero y J. Pastore                                       |
| 8                                      | 06/06/2015 | San Juan         | Argentina      | 5:0            | Bolivia   | Amistoso                          |                                                              |
| 9                                      | 13/06/2015 | La Serena        | Argentina      | 2:2            | Paraguay  | Copa América 2015                 | S. Agüero y L. Messi                                         |
| 10                                     | 16/06/2015 | La Serena        | Argentina      | 1:0            | Uruguay   | Copa América 2015                 | S. Agüero                                                    |
| 11                                     | 20/06/2015 | Viña del Mar     | Argentina      | 1:0            | Jamaica   | Copa América 2015                 | G. Higuaín                                                   |
| 12                                     | 26/06/2015 | Viña del Mar     | Argentina      | 0:0 (5:4) pen. | Colombia  | Copa América 2015                 |                                                              |
| 13                                     | 30/06/2015 | Concepción       | Argentina      | 6:1            | Paraguay  | Copa América 2015                 | M. Rojo, J. Pastore, A. Di María (2), S. Agüero y G. Higuaín |
| 14                                     | 04/07/2015 | Santiago         | Argentina      | 0:0 (1:4) pen. | Chile     | Copa América 2015                 |                                                              |
| 15                                     | 04/09/2015 | Houston          | Argentina      | 7:0            | Bolivia   | Amistoso                          |                                                              |
| 16                                     | 08/09/2015 | Dallas           | México         | 2:2            | Argentina | Amistoso                          | S. Agüero y L. Messi                                         |
| 17                                     | 08/10/2015 | Buenos Aires     | Argentina      | 0:2            | Ecuador   | Eliminatorias Mundial 2018        |                                                              |
| 18                                     | 13/10/2015 | Asunción         | Paraguay       | 0:0            | Argentina | Eliminatorias Mundial 2018        |                                                              |
| 19                                     | 13/11/2015 | Buenos Aires     | Argentina      | 1:1            | Brasil    | Eliminatorias Mundial 2018        | E. Lavezzi                                                   |
| 20                                     | 17/11/2015 | Barranquilla     | Colombia       | 0:1            | Argentina | Eliminatorias Mundial 2018        | L. Biglia                                                    |
| 21                                     | 24/03/2016 | Santiago         | Chile          | 1:2            | Argentina | Eliminatorias Mundial 2018        | A. Di María y G. Mercado                                     |
| 22                                     | 29/03/2016 | Córdoba          | Argentina      | 2:0            | Bolivia   | Eliminatorias Mundial 2018        | L. Messi y G. Mercado                                        |
| 23                                     | 27/05/2016 | San Juan         | Argentina      | 1:0            | Honduras  | Amistoso                          | G. Higuaín                                                   |
| 24                                     | 06/06/2016 | Santa Clara      | Argentina      | 2:1            | Chile     | Copa América Centenario           |                                                              |
| 25                                     | 10/06/2016 | Chicago          | Argentina      | 5:0            | Panamá    | Copa América Centenario           | N.Otamendi, L. Messi (3) y S. Agüero                         |
| 26                                     | 14/06/2016 | Seattle          | Argentina      | 3:0            | Bolivia   | Copa América Centenario           | E.Lamela, E. Lavezzi y V. Cuesta                             |
| 27                                     | 18/06/2016 | Foxborough       | Argentina      | 4:1            | Venezuela | Copa América Centenario           | Gonzalo Higuaín (2), L. Messi y E.Lamela                     |
| 28                                     | 21/06/2016 | Houston          | Estados Unidos | 0:4            | Argentina | Copa América Centenario           | E. Lavezzi, L. Messi y Gonzalo Higuaín (2)                   |
| 29                                     | 26/06/2016 | Nueva Jersey     | Argentina      | 0:0 (2:4) pen. | Chile     | Copa América Centenario           |                                                              |

### Atlanta United FC
El 27 de septiembre de 2016, Martino se convirtió en el primer técnico de la historia del equipo de expansión Atlanta United FC, comenzando su aventura en la MLS de Estados Unidos. En su primera temporada al frente del equipo (2017), la primera del Atlanta United en la MLS, el equipo clasificó a la ronda de play-offs, siendo eliminado por Columbus Crew. La temporada 2018 fue la de su consagración al ganar la Conferencia Este y la MLS Cup, derrotando en la Final a Portland Timbers en el Mercedes-Benz Stadium de Atlanta ante 73.000 espectadores, siendo este el nuevo récord de asistencia a un partido de la MLS. Martino anunció más tarde que este era su último partido en el banquillo del Atlanta United.

### Selección de fútbol de México
Tras finalizar su vínculo laboral con el equipo estadounidense, el 7 de enero de 2019 es presentado como nuevo director técnico de la selección mexicana tras meses de negociaciones, esto con la finalidad de enfrentar las eliminatorias de la Copa Mundial de 2022 y su posterior clasificación a dicha justa mundialista. El contrato ofrecido fue un vínculo laboral hasta el 31 de diciembre de 2022, con opción de renovación automática por cuatro años más si el seleccionado mexicano accede o supera a los cuartos de final de dicho torneo garantizando así la continuidad del proceso para el próximo Mundial de 2026 celebrado en conjunción con Estados Unidos y Canadá.
Si bien su balance de triunfos con el combinado azteca ha sido positivo desde que tomó el cargo e inclusive ganando la Final de la Copa Oro 2019, su trabajo no ha estado exento de severas críticas tanto de los aficionados como de la prensa nacional al considerar que el proceso de clasificación al Mundial de 2022 ha «dejado mucho que desear» tras las derrotas consecutivas a manos de la selección estadounidense en partidos decisivos, la baja tasa de goles aunado a «la falta de triunfo» ante otros rivales de Concacaf, la ausencia de jugadores como Javier "Chicharito" Hernández, y el no tener un plantel sólido dejando fuera de las convocatorias a futbolistas destacados, han propiciado poner en duda su continuidad en el combinado mexicano, sin embargo tanto jugadores como directivos de la Federación Mexicana de Fútbol lo han ratificado en el cargo desmintiendo así los rumores de su salida.
Después de que la selección mexicana quedara eliminada del mundial de Catar 2022, el DT argentino anunció el término de su contrato con la selección mexicana.
| Partidos con la selección de México | Partidos con la selección de México | Partidos con la selección de México | Partidos con la selección de México | Partidos con la selección de México | Partidos con la selección de México | Partidos con la selección de México | Partidos con la selección de México |
| #                                   | Fecha                               | Sede                                | Ciudad                              | Local                               | Resultado                           | Visitante                           | Competición                         |
| ----------------------------------- | ----------------------------------- | ----------------------------------- | ----------------------------------- | ----------------------------------- | ----------------------------------- | ----------------------------------- | ----------------------------------- |
| 1                                   | 22/03/2019                          | Qualcomm Stadium                    | San Diego                           | México                              | 3-1                                 | Chile                               | Amistoso                            |
| 2                                   | 26/03/2019                          | Levi's Stadium                      | Santa Clara                         | México                              | 4-2                                 | Paraguay                            | Amistoso                            |
| 3                                   | 05/06/2019                          | Mercedes-Benz                       | Atlanta                             | México                              | 3-1                                 | Venezuela                           | Amistoso                            |
| 4                                   | 09/06/2019                          | AT&T Stadium                        | Arlington                           | México                              | 3-2                                 | Ecuador                             | Amistoso                            |
| 5                                   | 15/06/2019                          | Estadio Rose Bowl                   | Pasadena                            | México                              | 7-0                                 | Cuba                                | Copa Oro 2019                       |
| 6                                   | 19/06/2019                          | Broncos Stadium at Mile High        | Denver                              | México                              | 3-1                                 | Canadá                              | Copa Oro 2019                       |
| 7                                   | 23/06/2019                          | Bank of America                     | Charlotte                           | Martinica                           | 2-3                                 | México                              | Copa Oro 2019                       |
| 8                                   | 29/06/2019                          | NRG Stadium                         | Houston                             | México                              | 1 (5)-(4) 1                         | Costa Rica                          | Copa Oro 2019                       |
| 9                                   | 02/07/2019                          | State Farm Stadium                  | Glendale                            | Haití                               | 0-1                                 | México                              | Copa Oro 2019                       |
| 10                                  | 07/07/2019                          | Soldier Field                       | Chicago                             | México                              | 1-0                                 | Estados Unidos                      | Copa Oro 2019                       |
| 11                                  | 06/09/2019                          | MetLife Stadium                     | East Rutherford                     | Estados Unidos                      | 0-3                                 | México                              | Amistoso                            |
| 12                                  | 10/09/2019                          | Alamodome                           | San Antonio                         | México                              | 0-4                                 | Argentina                           | Amistoso                            |
| 13                                  | 08/10/2019                          | Estadio Nemesio Díez                | Toluca                              | México                              | 2-0                                 | Trinidad y Tobago                   | Amistoso                            |
| 14                                  | 11/10/2019                          | Estadio Nacional                    | Hamilton                            | Bermudas                            | 1-5                                 | México                              | Liga de Naciones 2019-20            |
| 15                                  | 15/10/2019                          | Estadio Azteca                      | Ciudad de México                    | México                              | 3-1                                 | Panamá                              | Liga de Naciones 2019-20            |
| 16                                  | 15/11/2019                          | Estadio Rommel Fernández            | Panamá                              | Panamá                              | 0-3                                 | México                              | Liga de Naciones 2019-20            |
| 17                                  | 19/11/2019                          | Estadio Nemesio Díez                | Toluca                              | México                              | 2-1                                 | Bermudas                            | Liga de Naciones 2019-20            |
| 18                                  | 30/09/2020                          | Estadio Azteca                      | Ciudad de México                    | México                              | 3-0                                 | Guatemala                           | Amistoso                            |
| 19                                  | 07/10/2020                          | Johan Cruyff Arena                  | Ámsterdam                           | Países Bajos                        | 0-1                                 | México                              | Amistoso                            |
| 20                                  | 11/10/2020                          | Cars Jeans Stadion                  | La Haya                             | Argelia                             | 2-2                                 | México                              | Amistoso                            |
| 21                                  | 14/11/2020                          | Stadion Wiener Neustadt             | Wiener Neustadt                     | Corea del Sur                       | 2-3                                 | México                              | Amistoso                            |
| 22                                  | 17/11/2020                          | Stadion Graz-Liebenau               | Graz                                | Japón                               | 0-2                                 | México                              | Amistoso                            |
| 23                                  | 27/03/2021                          | Cardiff City Stadium                | Cardiff                             | Gales                               | 1-0                                 | México                              | Amistoso                            |
| 24                                  | 03/06/2021                          | Empower Field at Mile High          | Denver                              | México                              | 0 (5)-(4) 0                         | Costa Rica                          | Liga de Naciones 2019-20            |
| 25                                  | 06/06/2021                          | Empower Field at Mile High          | Denver                              | Estados Unidos                      | 3-2                                 | México                              | Liga de Naciones 2019-20            |
| 26                                  | 02/09/2021                          | Estadio Azteca                      | Ciudad de México                    | México                              | 2-1                                 | Jamaica                             | Clasif. Mundial 2022                |
| 27                                  | 05/09/2021                          | Estadio Nacional                    | San José                            | Costa Rica                          | 0-1                                 | México                              | Clasif. Mundial 2022                |
| 28                                  | 08/09/2021                          | Rommel Fernández                    | Ciudad de Panamá                    | Panamá                              | 1-1                                 | México                              | Clasif. Mundial 2022                |
| 29                                  | 07/10/2021                          | Estadio Azteca                      | Ciudad de México                    | México                              | 1-1                                 | Canadá                              | Clasif. Mundial 2022                |
| 30                                  | 10/10/2021                          | Estadio Azteca                      | Ciudad de México                    | México                              | 3-0                                 | Honduras                            | Clasif. Mundial 2022                |
| 31                                  | 13/10/2021                          | Estadio Cuscatlán                   | San Salvador                        | El Salvador                         | 0-2                                 | México                              | Clasif. Mundial 2022                |
| 32                                  | 27/10/2021                          | Bank of America                     | Charlotte                           | México                              | 2-3                                 | Ecuador                             | Amistoso                            |
| 33                                  | 12/11/2021                          | TQL Stadium                         | Cincinnati                          | Estados Unidos                      | 2-0                                 | México                              | Clasif. Mundial 2022                |
| 34                                  | 16/11/2021                          | Commonwealth Stadium                | Edmonton                            | Canadá                              | 2-1                                 | México                              | Clasif. Mundial 2022                |
| 35                                  | 8/12/2021                           | Q2 Stadium                          | Austin                              | México                              | 2-2                                 | Chile                               | Amistoso                            |
| 36                                  | 27/01/2022                          | Independence Park                   | Kingston                            | Jamaica                             | 1-2                                 | México                              | Clasif. Mundial 2022                |
| 37                                  | 30/01/2022                          | Estadio Azteca                      | Ciudad de México                    | México                              | 0-0                                 | Costa Rica                          | Clasif. Mundial 2022                |
| 38                                  | 02/02/2022                          | Estadio Azteca                      | Ciudad de México                    | México                              | 1-0                                 | Panamá                              | Clasif. Mundial 2022                |
| 39                                  | 24/03/2022                          | Estadio Azteca                      | Ciudad de México                    | México                              | 0-0                                 | Estados Unidos                      | Clasif. Mundial 2022                |
| 40                                  | 27/03/2022                          | Olímpico Metropolitano              | San Pedro Sula                      | Honduras                            | 0-1                                 | México                              | Clasif. Mundial 2022                |
| 41                                  | 30/03/2022                          | Estadio Azteca                      | Ciudad de México                    | México                              | 2-0                                 | El Salvador                         | Clasif. Mundial 2022                |
| 42                                  | 27/04/2022                          | Camping World                       | Orlando                             | México                              | 0-0                                 | Guatemala                           | Amistoso                            |
| 43                                  | 28/05/2022                          | AT&T Stadium                        | Arlington                           | México                              | 2-1                                 | Nigeria                             | Amistoso                            |
| 44                                  | 02/06/2022                          | State Farm Stadium                  | Phoenix                             | México                              | 0-3                                 | Uruguay                             | Amistoso                            |
| 45                                  | 05/06/2022                          | Soldier Field                       | Chicago                             | México                              | 0-0                                 | Ecuador                             |                                     |
| 46                                  | 11/06/2022                          | Estadio Corona                      | Torreón                             | México                              | 3-0                                 | Surinam                             | Liga de Naciones 2022-23            |
| 47                                  | 14/06/2022                          | Independence Park                   | Kingston                            | Jamaica                             | 1-1                                 | México                              | Liga de Naciones 2022-23            |
| 48                                  | 31/08/2022                          | Mercedes-Benz Stadium               | Atlanta                             | México                              | 0-1                                 | Paraguay                            | Amistoso                            |
| 49                                  | 24/09/2022                          | Estadio Rose Bowl                   | Pasadena                            | México                              | 1-0                                 | Perú                                | Amistoso                            |
| 50                                  | 27/09/2022                          | Levi's Stadium                      | Santa Clara                         | México                              | 2-3                                 | Colombia                            | Amistoso                            |
| 51                                  | 09/11/2022                          | Municipal de Montilivi              | Gerona                              | México                              | 4-0                                 | Irak                                | Amistoso                            |
| 52                                  | 16/11/2022                          | Municipal de Montilivi              | Gerona                              | México                              | 1-2                                 | Suecia                              | Amistoso                            |
| 53                                  | 22/11/2022                          | Estadio 974                         | Doha                                | México                              | 0-0                                 | Polonia                             | Mundial 2022                        |
| 54                                  | 26/11/2022                          | Estadio Icónico de Lusail           | Lusail                              | Argentina                           | 2-0                                 | México                              | Mundial 2022                        |
| 55                                  | 30/11/2022                          | Estadio Icónico de Lusail           | Lusail                              | Arabia Saudita                      | 1-2                                 | México                              | Mundial 2022                        |

### Inter Miami
El 28 de junio de 2023, Martino fue anunciado como entrenador del Inter Miami, marcando su regreso a Estados Unidos, luego de dejar al Atlanta United en 2018. Ahí se reencontró con tres de sus ex-dirigidos en el Fútbol Club Barcelona: Lionel Messi, Sergio Busquets y Jordi Alba. Con 10 goles de Messi en 7 partidos disputados, el Inter ganó el primer título de su historia, la Leagues Cup, y llegó a la final de la U.S. Open Cup, en la que perdió contra Houston Dynamo.
En la temporada siguiente Inter Miami se consagró campeón de la MLS Supporters Shield, marcando un récord histórico de puntos, pero quedaría eliminado en la primera ronda de los play-offs de la MLS Cup.El 22 de noviembre de 2024, presentó su renuncia al cargo por "motivos personales".

## Clubes y estadísticas

### Como jugador
| Club              | País      | Años      | Partidos | Goles |
| ----------------- | --------- | --------- | -------- | ----- |
| Newell's Old Boys | Argentina | 1980-1990 | 392      | 35    |
| Tenerife          | España    | 1990-1991 | 15       | 1     |
| Newell's Old Boys | Argentina | 1991-1994 | 81       | 2     |
| Lanús             | Argentina | 1994-1995 | 30       | 3     |
| Newell's Old Boys | Argentina | 1995-1996 | 15       | 1     |
| O'Higgins         | Chile     | 1996      | 11       | 1     |
| Barcelona         | Ecuador   | 1996      | 5        | 0     |

### Como entrenador

##### Clubes
| Equipo                        | Div.         | Temporada    | Liga | Liga | Liga | Liga | Liga |    | Copa | Copa | Copa | Copa |    | Internacional | Internacional | Internacional | Internacional | Internacional |   | Otros | Otros | Otros | Otros |     | Totales     | Totales | Totales | Totales | Totales | Totales | Totales | Totales |
| Equipo                        | Div.         | Temporada    | PD   | G    | E    | P    | Pos. | PD | G    | E    | P    | PD   | G  | E             | P             | Pos.          | PD            | G             | E | P     | PD    | G     | E     | P   | Rendimiento | GF      | GC      | Dif.    |         |         |         |         |
| ----------------------------- | ------------ | ------------ | ---- | ---- | ---- | ---- | ---- | -- | ---- | ---- | ---- | ---- | -- | ------------- | ------------- | ------------- | ------------- | ------------- | - | ----- | ----- | ----- | ----- | --- | ----------- | ------- | ------- | ------- | ------- | ------- | ------- | ------- |
| Almirante Brown Argentina     | 2.ª          | 1998-99      | 32   | 13   | 6    | 13   | 8.º  | -  | -    | -    | -    | -    | -  | -             | -             | -             | -             | -             | - | -     | 32    | 13    | 6     | 13  | 46.88%      | 44      | 43      | +1      |         |         |         |         |
| Almirante Brown Argentina     | Total        | Total        | 32   | 13   | 6    | 13   | -    | -  | -    | -    | -    | -    | -  | -             | -             | -             | -             | -             | - | -     | 32    | 13    | 6     | 13  | 46.88%      | 44      | 43      | +1      |         |         |         |         |
| Platense Argentina            | 1.ª          | 1998-99      | 19   | 4    | 5    | 10   | 20.º | -  | -    | -    | -    | -    | -  | -             | -             | -             | -             | -             | - | -     | 19    | 4     | 5     | 10  | 29.82%      | 16      | 30      | -14     |         |         |         |         |
| Platense Argentina            | Total        | Total        | 19   | 4    | 5    | 10   | -    | -  | -    | -    | -    | -    | -  | -             | -             | -             | -             | -             | - | -     | 19    | 4     | 5     | 10  | 29.82%      | 16      | 30      | -14     |         |         |         |         |
| Instituto Córdoba Argentina   | 2.ª          | 2000-01      | 42   | 24   | 11   | 7    | 1.º  | -  | -    | -    | -    | -    | -  | -             | -             | -             | -             | -             | - | -     | 42    | 24    | 11    | 7   | 65.87%      | 86      | 36      | +50     |         |         |         |         |
| Instituto Córdoba Argentina   | Total        | Total        | 42   | 24   | 11   | 7    | -    | -  | -    | -    | -    | -    | -  | -             | -             | -             | -             | -             | - | -     | 42    | 24    | 11    | 7   | 65.87%      | 86      | 36      | +50     |         |         |         |         |
| Libertad Paraguay             | 1.ª          | 2002         | 33   | 18   | 6    | 9    | 1.º  | -  | -    | -    | -    | 4    | 2  | 1             | 1             | 1ªR           | -             | -             | - | -     | 37    | 20    | 7     | 10  | 60.36%      | 72      | 45      | +27     |         |         |         |         |
| Libertad Paraguay             | 1.ª          | 2003         | 32   | 17   | 12   | 3    | 1.º  | -  | -    | -    | -    | 12   | 5  | 1             | 6             | 1/4           | -             | -             | - | -     | 44    | 22    | 13    | 9   | 59.85%      | 62      | 38      | +24     |         |         |         |         |
| Cerro Porteño Paraguay        | 1.ª          | 2004         | 40   | 27   | 7    | 6    | 1.º  | -  | -    | -    | -    | 6    | 2  | 3             | 1             | 1/4           | -             | -             | - | -     | 46    | 29    | 10    | 7   | 70.29%      | 78      | 34      | +44     |         |         |         |         |
| Cerro Porteño Paraguay        | Total        | Total        | 40   | 27   | 7    | 6    | -    | -  | -    | -    | -    | 6    | 2  | 3             | 1             | -             | -             | -             | - | -     | 46    | 29    | 10    | 7   | 70.29%      | 78      | 34      | +44     |         |         |         |         |
| Colón Argentina               | 1.ª          | 2004-05      | 15   | 6    | 7    | 2    | 11.º | -  | -    | -    | -    | -    | -  | -             | -             | -             | -             | -             | - | -     | 15    | 6     | 7     | 2   | 55.56%      | 26      | 14      | +12     |         |         |         |         |
| Colón Argentina               | 1.ª          | 2005-06      | 6    | 1    | 1    | 4    | Inc. | -  | -    | -    | -    | -    | -  | -             | -             | -             | -             | -             | - | -     | 6     | 1     | 1     | 4   | 22.23%      | 9       | 14      | -5      |         |         |         |         |
| Colón Argentina               | Total        | Total        | 21   | 7    | 8    | 6    | -    | -  | -    | -    | -    | -    | -  | -             | -             | -             | -             | -             | - | -     | 21    | 7     | 8     | 6   | 46.03%      | 35      | 28      | +7      |         |         |         |         |
| Libertad Paraguay             | 1.ª          | 2005         | 17   | 7    | 4    | 6    | 2.º  | -  | -    | -    | -    | -    | -  | -             | -             | -             | -             | -             | - | -     | 17    | 7     | 4     | 6   | 49.02%      | 33      | 25      | +8      |         |         |         |         |
| Libertad Paraguay             | 1.ª          | 2006         | 42   | 26   | 9    | 7    | 1.º  | -  | -    | -    | -    | 16   | 6  | 6             | 4             | 1/2           | -             | -             | - | -     | 58    | 32    | 15    | 11  | 63.79%      | 98      | 54      | +44     |         |         |         |         |
| Libertad Paraguay             | Total        | Total        | 124  | 68   | 31   | 25   | -    | -  | -    | -    | -    | 32   | 13 | 8             | 11            | -             | -             | -             | - | -     | 156   | 81    | 39    | 36  | 60.44%      | 265     | 162     | +103    |         |         |         |         |
| Newell's Old Boys Argentina   | 1.ª          | 2011-12      | 19   | 9    | 5    | 5    | 6.º  | -  | -    | -    | -    | -    | -  | -             | -             | -             | -             | -             | - | -     | 19    | 9     | 5     | 5   | 56.14%      | 26      | 19      | +7      |         |         |         |         |
| Newell's Old Boys Argentina   | 1.ª          | 2012-13      | 38   | 21   | 11   | 6    | 1.º  | 2  | 1    | 0    | 1    | 12   | 5  | 2             | 5             | 1/2           | -             | -             | - | -     | 52    | 27    | 13    | 12  | 60.25%      | 80      | 48      | +32     |         |         |         |         |
| Newell's Old Boys Argentina   | Total        | Total        | 57   | 30   | 16   | 11   | -    | 2  | 1    | 0    | 1    | 12   | 5  | 2             | 5             | -             | -             | -             | - | -     | 71    | 36    | 18    | 17  | 59.15%      | 106     | 67      | +39     |         |         |         |         |
| Barcelona · España            | 1.ª          | 2013-14      | 38   | 27   | 6    | 5    | 2.º  | 9  | 7    | 1    | 1    | 10   | 6  | 2             | 2             | 1/4           | 2             | 0             | 2 | 0     | 59    | 40    | 11    | 8   | 74.01%      | 148     | 48      | +100    |         |         |         |         |
| Barcelona · España            | Total        | Total        | 38   | 27   | 6    | 5    | -    | 9  | 7    | 1    | 1    | 10   | 6  | 2             | 2             | -             | 2             | 0             | 2 | 0     | 59    | 40    | 11    | 8   | 74.01%      | 148     | 48      | +100    |         |         |         |         |
| Atlanta United Estados Unidos | 1.ª          | 2017         | 34   | 15   | 10   | 9    | 4.º  | -  | -    | -    | -    | -    | -  | -             | -             | -             | 1             | 0             | 1 | 0     | 35    | 15    | 11    | 9   | 53.34%      | 70      | 30      | +40     |         |         |         |         |
| Atlanta United Estados Unidos | 1.ª          | 2018         | 34   | 21   | 6    | 7    | 2.º  | -  | -    | -    | -    | -    | -  | -             | -             | -             | 5             | 4             | 0 | 1     | 39    | 25    | 6     | 8   | 69.23%      | 79      | 46      | +33     |         |         |         |         |
| Atlanta United Estados Unidos | Total        | Total        | 68   | 36   | 16   | 16   | -    | -  | -    | -    | -    | -    | -  | -             | -             | -             | 6             | 4             | 1 | 1     | 74    | 40    | 17    | 17  | 61.71%      | 149     | 76      | +73     |         |         |         |         |
| Inter Miami Estados Unidos    | 1.ª          | 2023         | 13   | 4    | 4    | 5    | 27.º | 2  | 0    | 1    | 1    | 7    | 5  | 2             | 0             | 1.º           | -             | -             | - | -     | 22    | 9     | 7     | 6   | 51.52%      | 45      | 34      | +11     |         |         |         |         |
| Inter Miami Estados Unidos    | 1.ª          | 2024         | 34   | 22   | 8    | 4    | 1.º  | -  | -    | -    | -    | 8    | 3  | 1             | 4             | 1/4           | 3             | 1             | 0 | 2     | 45    | 26    | 9     | 10  | 64.45%      | 100     | 71      | +29     |         |         |         |         |
| Inter Miami Estados Unidos    | Total        | Total        | 47   | 26   | 12   | 9    | -    | 2  | 0    | 1    | 1    | 15   | 8  | 3             | 4             | -             | 3             | 1             | 0 | 2     | 67    | 35    | 16    | 16  | 60.2%       | 145     | 105     | +40     |         |         |         |         |
| Total clubes                  | Total clubes | Total clubes | 488  | 262  | 118  | 108  | -    | 13 | 8    | 2    | 3    | 75   | 34 | 18            | 23            | -             | 11            | 5             | 3 | 3     | 587   | 309   | 141   | 137 | 60.65%      | 1072    | 629     | +443    |         |         |         |         |
| 1. 2. 3.                      |              |              |      |      |      |      |      |    |      |      |      |      |    |               |               |               |               |               |   |       |       |       |       |     |             |         |         |         |         |         |         |         |

##### Selecciones
| Paraguay            | 2007-08             | 4   | 2   | 0   | 2   | 1/4 | 6  | 4  | 1  | 1  | -  | -  | -  | -  | -   | 13 | 1  | 6  | 6  | 23  | 7   | 7   | 9   | 40.57% | 27   | 28  | -1   |
| Paraguay            | 2008-09             | -   | -   | -   | -   | -   | 8  | 3  | 2  | 3  | -  | -  | -  | -  | -   | 4  | 2  | 1  | 1  | 12  | 5   | 3   | 4   | 50%    | 10   | 10  | +0   |
| Paraguay            | 2009-10             | -   | -   | -   | -   | -   | 4  | 3  | 0  | 1  | 5  | 1  | 3  | 1  | 1/4 | 8  | 2  | 3  | 3  | 17  | 6   | 6   | 5   | 47.05% | 16   | 14  | +2   |
| Paraguay            | 2010-11             | 6   | 0   | 5   | 1   | 2.º | -  | -  | -  | -  | -  | -  | -  | -  | -   | 13 | 6  | 3  | 4  | 19  | 6   | 8   | 5   | 45.62% | 24   | 18  | +6   |
| Paraguay            | Total               | 10  | 2   | 5   | 3   | -   | 18 | 10 | 3  | 5  | 5  | 1  | 3  | 1  | -   | 38 | 11 | 13 | 14 | 71  | 24  | 24  | 23  | 45.07% | 77   | 70  | +7   |
| Argentina           | 2014-15             | 6   | 3   | 3   | 0   | 2.º | -  | -  | -  | -  | -  | -  | -  | -  | -   | 8  | 6  | 0  | 2  | 14  | 9   | 3   | 2   | 71.43% | 32   | 10  | +22  |
| Argentina           | 2015-16             | 6   | 5   | 1   | 0   | 2.º | 6  | 3  | 2  | 1  | -  | -  | -  | -  | -   | 3  | 2  | 1  | 0  | 15  | 10  | 4   | 1   | 75.56% | 34   | 8   | +26  |
| Argentina           | Total               | 12  | 8   | 4   | 0   | -   | 6  | 3  | 2  | 1  | -  | -  | -  | -  | -   | 11 | 8  | 1  | 2  | 29  | 19  | 7   | 3   | 73.57% | 66   | 18  | +48  |
| México              | 2018-19             | 6   | 5   | 1   | 0   | 1.º | -  | -  | -  | -  | -  | -  | -  | -  | -   | 4  | 4  | 0  | 0  | 10  | 9   | 1   | 0   | 93.33% | 29   | 10  | +19  |
| México              | 2019-20             | 6   | 4   | 1   | 1   | 2.º | -  | -  | -  | -  | -  | -  | -  | -  | -   | 3  | 2  | 0  | 1  | 9   | 6   | 1   | 2   | 70.37% | 20   | 10  | +10  |
| México              | 2020-21             | 6   | 4   | 1   | 1   | 2.º | -  | -  | -  | -  | -  | -  | -  | -  | -   | 9  | 6  | 2  | 1  | 15  | 10  | 3   | 2   | 73.34% | 23   | 8   | +15  |
| México              | 2021-22             | -   | -   | -   | -   | -   | 14 | 8  | 4  | 2  | -  | -  | -  | -  | -   | 6  | 3  | 2  | 1  | 20  | 11  | 6   | 3   | 65%    | 30   | 14  | +16  |
| México              | 2022-23             | 2   | 1   | 1   | 0   | -   | -  | -  | -  | -  | 3  | 1  | 1  | 1  | FG  | 7  | 2  | 1  | 4  | 12  | 4   | 3   | 5   | 41.66% | 14   | 13  | +1   |
| México              | Total               | 20  | 14  | 4   | 2   | -   | 14 | 8  | 4  | 2  | 3  | 1  | 1  | 1  | -   | 29 | 17 | 5  | 7  | 66  | 40  | 14  | 12  | 67.68% | 116  | 55  | +61  |
| Total selecciones   | Total selecciones   | 42  | 24  | 13  | 5   | -   | 38 | 21 | 9  | 8  | 8  | 2  | 4  | 2  | -   | 78 | 36 | 19 | 23 | 166 | 83  | 45  | 38  | 59.04% | 259  | 143 | +118 |
| Total en su carrera | Total en su carrera | 530 | 286 | 131 | 113 | -   | 51 | 29 | 11 | 11 | 83 | 36 | 22 | 25 | -   | 89 | 41 | 22 | 26 | 753 | 392 | 186 | 175 | 60.29% | 1331 | 772 | +559 |

#### Resumen estadístico
| Competición                      | Partidos | Ganados | Empatados | Perdidos | Ganados % |
| Clubes                           | Clubes   | Clubes  | Clubes    | Clubes   | Clubes    |
| -------------------------------- | -------- | ------- | --------- | -------- | --------- |
| Primera B Nacional               | 74       | 37      | 17        | 20       | 57.66%    |
| Primera División de Argentina    | 97       | 41      | 29        | 27       | 52.24%    |
| Copa Argentina                   | 2        | 1       | 0         | 1        | 50%       |
| Primera División de Paraguay     | 164      | 95      | 38        | 31       | 65.65%    |
| LaLiga                           | 38       | 27      | 6         | 5        | 76.31%    |
| Copa del Rey                     | 9        | 7       | 1         | 1        | 81.48%    |
| Supercopa de España              | 2        | 0       | 2         | 0        | 33.33%    |
| MLS                              | 115      | 62      | 28        | 25       | 62.03%    |
| MLS Cup                          | 9        | 5       | 1         | 3        | 59.26%    |
| US Open Cup                      | 2        | 0       | 1         | 1        | 16.67%    |
| Copa Libertadores                | 30       | 11      | 9         | 10       | 46.67%    |
| Copa Sudamericana                | 20       | 9       | 4         | 7        | 51.67%    |
| Liga de Campeones de la UEFA     | 10       | 6       | 2         | 2        | 66.67%    |
| Liga de Campeones de la Concacaf | 4        | 1       | 1         | 2        | 33.33%    |
| Leagues Cup                      | 10       | 7       | 2         | 1        | 76.67%    |
| Total clubes                     | 587      | 309     | 141       | 137      | 60.65%    |
| Selección                        |          |         |           |          |           |
| Copa América                     | 22       | 10      | 9         | 3        | 59.09%    |
| Copa de Oro                      | 12       | 9       | 2         | 1        | 80.56%    |
| Liga de Naciones Concacaf        | 8        | 5       | 2         | 1        | 66.67%    |
| Clasificatorias Conmebol Mundial | 24       | 13      | 5         | 6        | 61.11%    |
| Clasificatorias Concacaf Mundial | 14       | 8       | 4         | 2        | 66.66%    |
| Mundial                          | 8        | 2       | 4         | 2        | 41.67%    |
| Amistosos                        | 78       | 36      | 19        | 23       | 54.27%    |
| Total selección                  | 166      | 83      | 45        | 38       | 59.04%    |
| Total en su carrera              | 753      | 392     | 186       | 175      | 60.29%    |

#### Resumen de participaciones internacionales
| Competición                             | Club/Selección    | Resultado        |
| --------------------------------------- | ----------------- | ---------------- |
| Copa Libertadores 2006                  | Libertad          | Semifinales      |
| Copa América 2007                       | Paraguay          | Cuartos de final |
| Copa Mundial de Fútbol de 2010          | Paraguay          | Cuartos de final |
| Copa América 2011                       | Paraguay          | Subcampeón       |
| Copa Libertadores 2013                  | Newell's Old Boys | Semifinales      |
| Copa América 2015                       | Argentina         | Subcampeón       |
| Copa América 2016                       | Argentina         | Subcampeón       |
| Copa Oro de la Concacaf 2019            | México            | Campeón          |
| Liga de Naciones de la Concacaf 2019-20 | México            | Subcampeón       |
| Copa Oro de la Concacaf 2021            | México            | Subcampeón       |
| Copa Mundial de Fútbol de 2022          | México            | Fase de grupos   |
| Leagues Cup 2023                        | Inter Miami       | Campeón          |
| Lamar Hunt U.S. Open Cup 2023           | Inter Miami       | Subcampeón       |
| Copa de Campeones de la Concacaf 2024   | Inter Miami       | Cuartos de final |
| Leagues Cup 2024                        | Inter Miami       | Octavos de final |

## Palmarés

### Como jugador

#### Títulos nacionales
| Título           | Club              | País      | Año     |
| ---------------- | ----------------- | --------- | ------- |
| Primera División | Newell's Old Boys | Argentina | 1987-88 |
| Primera División | Newell's Old Boys | Argentina | 1990-91 |
| Primera División | Newell's Old Boys | Argentina | C-1992  |

### Como entrenador

#### Títulos nacionales
| Título                 | Club              | País           | Año    |
| ---------------------- | ----------------- | -------------- | ------ |
| Primera División       | Libertad          | Paraguay       | 2002   |
| Primera División       | Libertad          | Paraguay       | 2003   |
| Primera División       | Cerro Porteño     | Paraguay       | 2004   |
| Primera División       | Libertad          | Paraguay       | 2006   |
| Primera División       | Newell's Old Boys | Argentina      | F-2013 |
| Supercopa de España    | F. C. Barcelona   | España         | 2013   |
| MLS Conferencia Este   | Atlanta United    | Estados Unidos | 2018   |
| MLS Cup                | Atlanta United    | Estados Unidos | 2018   |
| MLS Supporters' Shield | Inter Miami       | Estados Unidos | 2024   |

#### Títulos internacionales
| Título                  | Equipo              | Sede           | Año  |
| ----------------------- | ------------------- | -------------- | ---- |
| Copa Oro de la Concacaf | Selección de México | Estados Unidos | 2019 |
| Leagues Cup             | Inter Miami         | Estados Unidos | 2023 |

### Distinciones individuales
| Distinción                                   | Año  |
| -------------------------------------------- | ---- |
| Entrenador del año en Sudamérica             | 2007 |
| Elegido Técnico del equipo MLS All-Star      | 2018 |
| Entrenador del año de la Major League Soccer | 2018 |